# 柏市立大津ケ丘第二小学校
柏市立大津ヶ丘第二小学校（かしわしりつ おおつがおかだいにしょうがっこう）は、千葉県柏市大津ヶ丘一丁目にある市立小学校。愛称は「大津二小」（おおつにしょう）または「二小」（にしょう）。

## 概要
1978年に沼南町立として創設。

### 学区
柏市役所 小学校の通学区域を参照。なお、大津ヶ丘第二小学校の通学区域はすべて柏市立風早中学校の通学区域に含まれる。

## 児童数
児童数は281人(2021年5月1日現在)。

## 沿革
公式サイト - 沿革

## 年間行事
| 月/ジャンル | 式典など      | 児童会行事       | その他            |
| ----------- | ------------- | ---------------- | ----------------- |
| 4月         | 始業式 入学式 | 一年生を迎える会 | 春休み            |
| 5月         | 全校朝礼      |                  |                   |
| 6月         | 全校朝礼      |                  |                   |
| 7月         | 終業式        |                  | 夏休み            |
| 9月         | 始業式        |                  |                   |
| 10月        | 全校朝礼      |                  |                   |
| 11月        | 全校朝礼      |                  |                   |
| 12月        | 終業式        |                  | 持久走大会 冬休み |
| 1月         | 始業式        |                  | 冬休み            |
| 2月         | 全校朝礼      |                  |                   |
| 3月         | 卒業式 修了式 | 6年生を送る会    | 春休み            |

## 部活動
・運動部
・吹奏楽部